# Пожарные Чикаго (9-й сезон)
Девятый сезон американского драматического телесериала «Пожарные Чикаго» премьера которого состоялась на канале NBC 11 ноября 2020 года, а заключительная серия сезона вышла 26 мая 2021 года.

## Сюжет
Сериал рассказывает о самой тяжёлой и опасной работе — пожарных, спасателей и парамедиков пожарной части № 51 в Чикаго. Несмотря на повседневные геройства мужчин и женщин, их огромная самоотдача приводит к личным потерям. Главный герой лейтенант Мэтью Кейси (Джесси Спенсер), прирождённый лидер и настоящий пожарный. Однако разрыв с любимой женщиной заставляет его взглянуть по-новому на многие вещи. Кроме этого, после гибели друга и коллеги Эндрю Дардена, Кейси постоянно находится в конфронтации с другим членом команды — спасателем, лейтенантом Келли Северайдом (Тейлор Кинни). Они обвиняют друг друга в смерти Дардена. Но впоследствии они смиряются с потерей друга и мирятся.

## В ролях

### Основной состав
- Джесси Спенсер - капитан Метью Кейси – машина 81.
- Тейлор Кинни - лейтенант Келли Северайд – бригада спасателей 3.
- Кара Киллмер - главный фельдшер Сильви Бретт, скорая помощь 61.
- Дэвид Эйденберг - лейтенант Кристофер Херрманн – машина 51.
- Джо Миносо — пожарный / шофер Джо Круз - бригада спасателей 3.
- Кристиан Столт — пожарный Рэнди «Мауч» Макхолланд — машина 81.
- Миранда Рэй Мейо - пожарная Стелла Кидд, машина 81.
- Имонн Уокер — шеф Уоллес Боуден пожарной части 51.
- Дэниэл Кайри - пожарный Даррен Риттер, машина 81.
- Альберто Розенде - пожарный Блейк Галло, машина 81.
- Эдриен Рэй - парамедик Джанна Макки, скорая помощь 61. (1-9 эпизоды)

## Эпизоды
| № общий | № в сезоне | Название                                                           | Режиссёр       | Автор сценария                             | Дата премьеры   | Зрители в США (млн) |
| --- | ---------- | ------------------------------------------------------------------ | -------------- | ------------------------------------------ | --------------- | ------------------- |
| 180 | 1          | «Грохот второго города» «Rattle Second City»                       | Реза Табризи   | Дерек Хаас                                 | 11 ноября 2020  | 7.23                |
| Пожарная часть 51 приветствует нового члена команды, чье присутствие может привести к некоторым осложнениям. Управления Брэда выручает во время тревожного звонка. Боден видит в Кидде огромный потенциал и предлагает идею, которая может иметь долгосрочные последствия. |            |                                                                    |                |                                            |                 |                     |
| 181 | 2          | «Такой жар» «That Kind of Heat»                                    | Реза Табризи   | Андреа Ньюман & Майкл Гилвари              | 18 ноября 2020  | 7.77                |
| Бретт и Макки оказались в опасности. Кейси и Бретт ступают по незнакомой территории. Северайд гоняется за воспоминаниями, в то время как Кидд ловко решает проблему пожарной части. Риттер подвергает себя опасности во время мучительного звонка. |            |                                                                    |                |                                            |                 |                     |
| 182 | 3          | «Мощная терапия» «Smash Therapy»                                   | Эрик Ланёвилль | Мэтт Уитни                                 | 13 января 2021  | 7.26                |
| Несчастный случай на воздушной лестнице в разгар пожаротушения оставляет Мауча потрясенным и сомневающимся в своих способностях. Кидд ищет поддержки у Северайда. Кейси и Бретт обсуждают свое будущее. |            |                                                                    |                |                                            |                 |                     |
| 183 | 4          | «Забавно, какие вещи нам напоминают» «Funny What Things Remind Us» | Мэтт Эрл Бисли | Элизабет Шерман                            | 27 января 2021  | 6.95                |
| 184 | 5          | «Мой счастливый день» «My Lucky Day»                               | Реза Табризи   | Дерек Хаас & Андреа Ньюман & Майкл Гилвари | 3 февраля 2021  | 7.31                |
| 185 | 6          | «Взорвать это как-нибудь» «Blow This Up Somehow»                   | Мэтт Эрл Бисли | Андреа Ньюман & Майкл Гилвари              | 10 февраля 2021 | 7.50                |
| 186 | 7          | «Мертвая зима» «Dead of Winter»                                    | Бренна Маллой  | Кимберли Ндомбе                            | 17 февраля 2021 | 7.29                |
| Пожар охватывает один из городских лагерей для бездомных. Неизвестны причины, вызвавшие уничтожение данного пристанища для людей, что попали в трудную жизненную ситуацию и остались без крыши над головой. Теперь у них нет даже этого лагеря. Северид вместе с Кейси приступает к кропотливому поиску ответов. Они намерены установить, что же именно здесь произошло. Тем временем Круз приходит в себя, получив некоторую встряску в ходе достаточно откровенного разговора. Риттер оказывает посильное содействие одному из пострадавших. |            |                                                                    |                |                                            |                 |                     |
| 187 | 8          | «Маршрут побега» «Escape Route»                                    | Мэтт Эрл Бисли | Нил МакКормик                              | 10 марта 2021   | 7.04                |
| 188 | 9          | «Двойной красный» «Double Red»                                     | Реза Табризи   | Дерек Хаас                                 | 17 марта 2021   | 7.48                |
| 189 | 10         | «Одна cумасшедшая смена» «One Crazy Shift»                         | Милена Гович   | Эшли Купер                                 | 31 марта 2021   | 7.35                |
| 190 | 11         | «Пара сотен градусов» «A Couple Hundred Degrees»                   | Бренна Маллой  | Майкл Гилвари & Андреа Ньюман              | 7 апреля 2021   | 6.65                |
| 191 | 12         | «Прирожденный пожарный» «Natural Born Firefighter»                 | Эрик Ланёвилль | Мэтт Уитни                                 | 21 апреля 2021  | 6.92                |
| 192 | 13         | «Не вешай трубку» «Don't Hang Up»                                  | Реза Табризи   | Дерек Хаас                                 | 5 мая 2021      | 7.22                |
| 193 | 14         | «Что будет дальше» «What Comes Next»                               | Эрик Ланёвилль | Элизабет Шерман                            | 12 мая 2021     | 7.08                |
| 194 | 15         | «Панический страх» «A White-Knuckle Panic»                         | Реза Табризи   | Майкл Гилвари & Андреа Ньюман              | 19 мая 2021     | 6.84                |
| 195 | 16         | «Выживших нет» «No Survivors»                                      | Лиза Робинсон  | Дерек Хаас                                 | 26 мая 2021     | 7.26                |

## Производство

### Разработка
27 февраля 2020 года телеканал NBC продлил телесериал на девятый сезон.

### Съемки
Съемочный процесс начался 6 октября 2020 года.